# Rối loạn giả bệnh lên người khác
Rối loạn giả bệnh lên người khác là thuật ngữ tiếng Việt cho cụm từ factitious disorder imposed on another (FDIA), hay còn được gọi với cái tên hội chứng MSBP, là một hội chứng mà ở đó người chăm sóc, người nuôi dưỡng hoặc người giám hộ là cha mẹ cố tình tạo ra những chứng bệnh giả mạo hoặc một số vấn đề y tế cho những người thân cận xung quanh họ (ví dụ như con cái). Những bậc cha mẹ mắc hội chứng MSBP thường có xu hướng tìm nhiều cách để gây thương tích cho con mình, hoặc cố tình làm giả những mẫu xét nghiệm của trẻ với mục đích khiến những người xung quanh tin rằng con cái họ thực sự đang bị ốm hoặc bị thương, từ đó thu hút sự chú ý của những người khác vào chính bản thân mình. Những đứa trẻ sống dưới mái nhà có cha mẹ mắc hội chứng này thường chịu những thương tật vĩnh viễn hoặc thậm chí tử vong. Thường thì những người giám hộ mắc hội chứng này chẳng thu được lợi ích cụ thể nào từ những hành vi của mình.
Nguyên nhân của hội chứng MSBP hiện vẫn là chủ đề gây tranh cãi trong cộng đồng y học. Động cơ của người mắc hội chứng này, một phần có thể mang mục đích thu hút sự chú ý của người khác và thao túng các chuyên gia y tế. Những bậc cha mẹ mắc hội chứng này được cho là đã từng gặp những vấn đề như biến chứng thai kỳ, phải chịu chấn thương tâm lý, bị lạm dụng thể chất và tinh thần khi còn nhỏ hoặc từng mắc hội chứng Munchausen. Việc chẩn đoán chỉ được thực hiện trong trường hợp nếu tách đứa trẻ khỏi người giám hộ mắc bệnh thì tình trạng bệnh của họ có cải thiện, hoặc có giám sát chặt chẽ bằng camera giấu kín. Những người bị ảnh hưởng bởi hội chứng này trong quá khứ thường phải chịu một hình thức lạm dụng thể chất hoặc bỏ bê chăm sóc.
Đối với những bậc cha mẹ mắc hội chứng MSBP, điều cần quan tâm nhất là phải đưa những đứa trẻ của họ vào các cơ sở chăm sóc nuôi dưỡng. Hiện vẫn chưa rõ liệu điều này có hiệu quả đối với những người mắc MSBP hay không, nhưng người ta cho rằng biện pháp trên có thể hiệu quả trên những bệnh nhân thừa nhận họ có vấn đề tâm lý. Chưa có nghiên cứu cụ thể nào về sự phổ biến của hội chứng MSBP, nhưng theo một số nhà y tế thì đây là một chứng bệnh tương đối hiếm. Trong tổng số tất các trường hợp mắc MSBP được ghi nhận thì có đến 95% trường hợp người mắc bệnh là phụ nữ.
Tiên lượng điều trị cho những người mắc hội chứng MSBP là không hề khả quan. Tuy nhiên, các nhà khoa học vẫn đang thực hiện một số nghiên cứu về một số phương pháp trị liệu cho căn bệnh này.
Hội chứng MSBP lần đầu tiên được bác sĩ nhi khoa người Anh Roy Meadow ghi nhận lần đầu vào năm 1977. Hội chứng này có thể liên quan chặt chẽ đến một số hành vi tội phạm.